# فرانسواز بيتينكور مايرز
فرانسواز بيتينكور مايرز هي سيدة أعمال فرنسية وأغنى امرأة في العالم، هي رئيسة شركة لوريال.في يوليو 2021 قدرت ثروتها ب 86 مليار دولار.وفي ديسمبر 2023 وعبر تقرير نشره مؤشر Bloomberg الأميركي أصبحت فرانسواز بيتينكور مايرز أول امرأة في العالم تجمع ثروة تزيد عن 100 مليار دولار.